# Diseño de circuitos

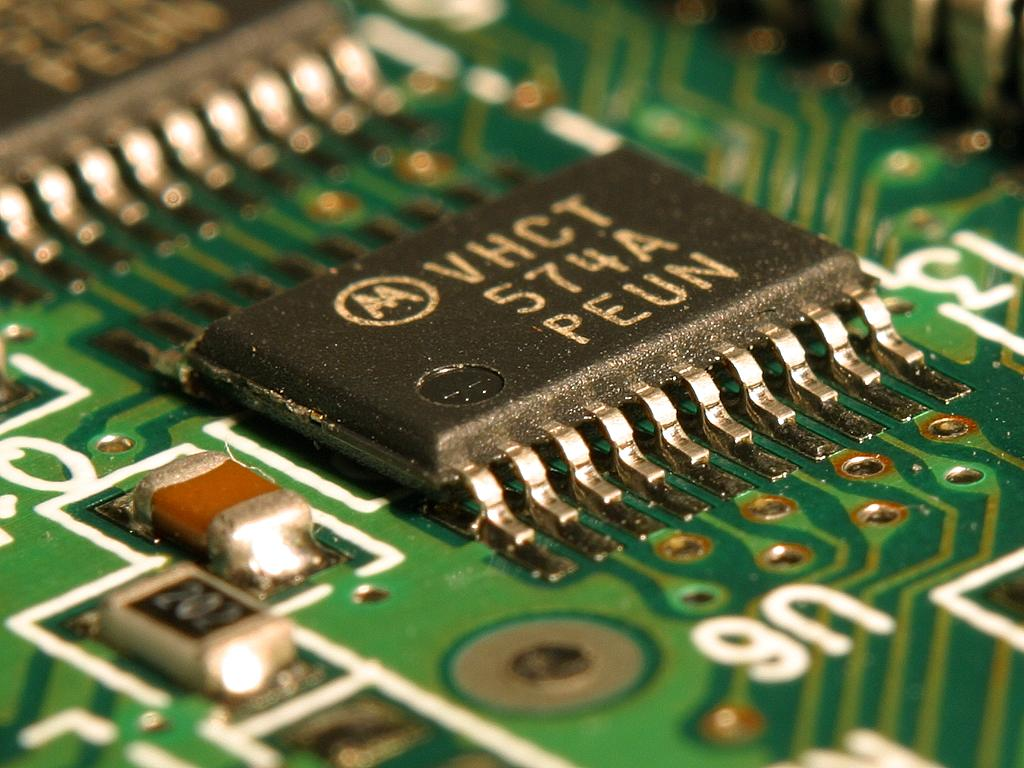
Detalle de un circuito integrado.

El diseño de circuitos es la parte de la electrónica que estudia distintas metodologías con el fin de desarrollar un circuito electrónico, que puede ser tanto analógico como digital.
En función del número de componentes que forman al ser integrados se habla de diferentes escalas de integración. Las fronteras entre las distintas escalas son difusas, pero se denominan SSI (Small Scale of Integration) los circuitos de baja complejidad (algunas docenas de componentes en un mismo chip), MSI (Medium Scale of Integration) y LSI (Large Scale Integration) los circuitos de media y alta complejidad, y finalmente VLSI (Very Large Scale Integration) para circuitos extraordinariamente complejos, hasta cientos de millones de transistores. En esta última categoría entrarían los microprocesadores modernos.
El diseño se realiza a distintos niveles. Por una parte tenemos la parte física, donde se diseña la estructura real de los componentes electrónicos que constituyen el circuito, sus dimensiones, materiales. Por encima podemos encontrar métodos de diseño de cada vez más alto nivel, hasta llegar a los llamados lenguajes de descripción de hardware. Estos permiten introducir descripciones de los distintos bloques funcionales de un sistema para su simulación, verificación e incluso para la generación automática del circuito físico con la herramienta de síntesis apropiada. Algunos de los lenguajes de descripción de hardware más conocidos y empleados son VHDL y Verilog. En general los circuitos analógicos no permiten este grado de automatización y se requiere un diseño más artesano, donde la distribución física de los componentes desempeña un papel fundamental en el resultado final. En la automatización de diseño de circuitos integrados, el término "diseño de circuito" a menudo se refiere al paso del ciclo de diseño que genera los esquemas del circuito integrado. Por lo general, este es el paso entre el diseño lógico y el diseño físico.

## Proceso

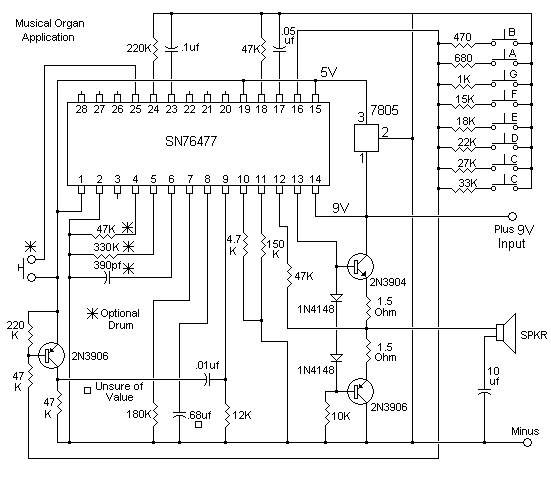
El diagrama de circuito del chip de sonido Texas Instruments SN76477.

El diseño de circuitos formales generalmente involucra una serie de etapas. A veces, se escribe una especificación de diseño después de ponerse en contacto con el cliente. Se puede escribir una propuesta técnica para cumplir con los requisitos de la especificación del cliente. La siguiente etapa implica la síntesis en el papel un esquemático diagrama de circuito , un circuito eléctrico o electrónico abstracto que cumpla con las especificaciones. Se debe realizar un cálculo de los valores de los componentes para cumplir con las especificaciones operativas en condiciones específicas. Se pueden realizar simulaciones para verificar la exactitud del diseño.
Se puede construir una placa de pruebas u otra versión prototipo del diseño para probarlo con la especificación. Puede implicar la realización de alteraciones en el circuito para lograr el cumplimiento. Se debe elegir el método de construcción, así como todas las piezas y materiales que se utilizarán. Hay una presentación de información de componentes y diseño a los dibujantes, ingenieros de diseño y mecánicos, para la producción de prototipos. A esto le sigue la prueba o la prueba de tipo de una serie de prototipos para garantizar el cumplimiento de los requisitos del cliente. Por lo general, hay una firma y aprobación de los planos finales de fabricación y puede haber servicios posteriores al diseño ( obsolescencia de componentes, etc.).

## Especificación

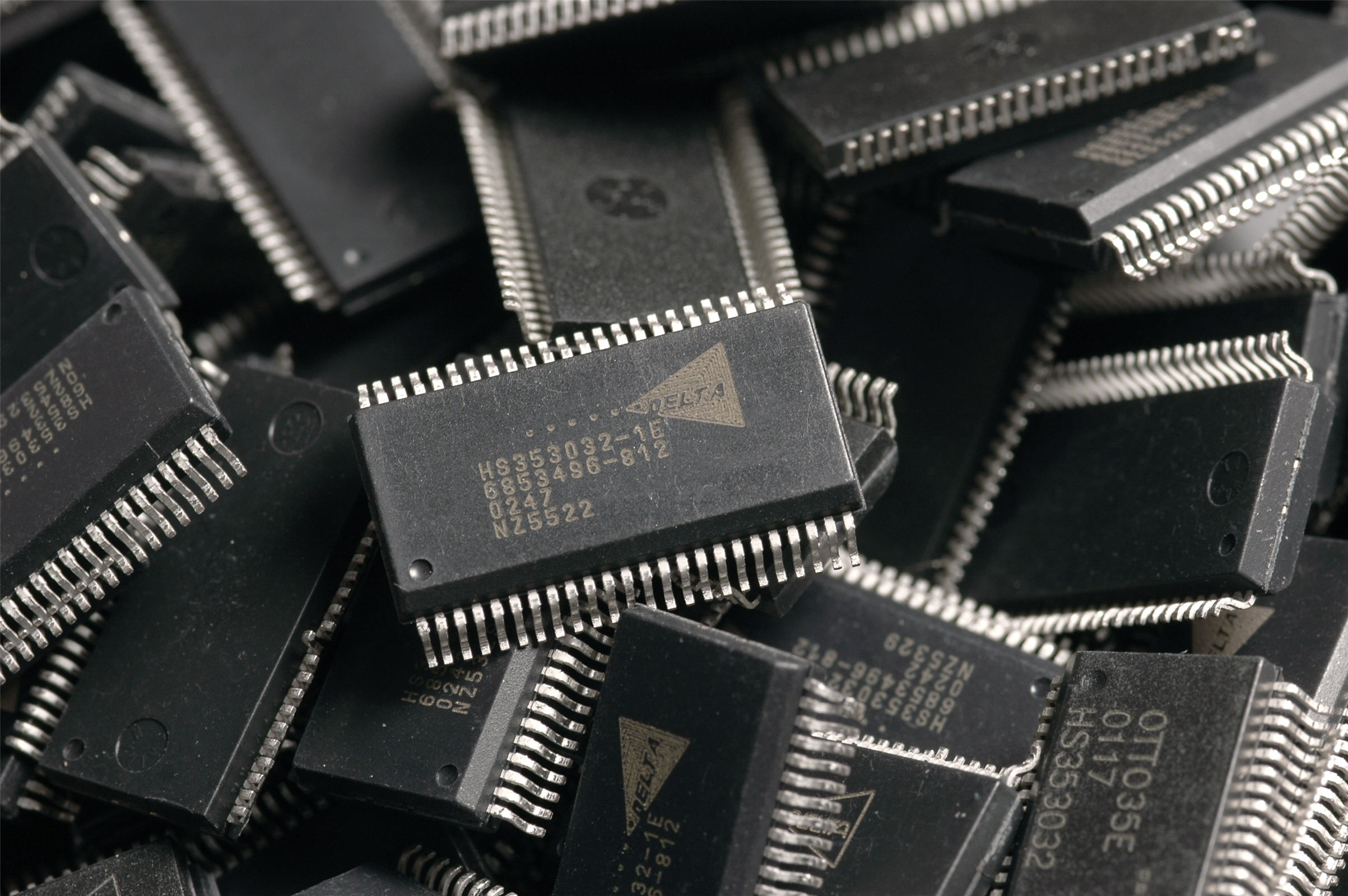
Microchips

El proceso de diseño de circuitos comienza con la especificación, que establece la funcionalidad que debe proporcionar el diseño terminado, pero no indica cómo se logrará. La especificación inicial es básicamente una descripción técnicamente detallada de lo que el cliente quiere que logre el circuito terminado y puede incluir una variedad de requisitos eléctricos, como qué señales recibirá el circuito, qué señales debe emitir, qué fuentes de alimentación son disponible y cuánta energía se permite consumir. La especificación también puede (y normalmente lo hace) establecer algunos de los parámetros físicos que debe cumplir el diseño, como el tamaño, el peso y la resistencia a la humedad., rango de temperatura, salida térmica, tolerancia a la vibración y tolerancia a la aceleración.
A medida que avanza el proceso de diseño, los diseñadores volverán con frecuencia a la especificación y la alterarán para tener en cuenta el progreso del diseño. Esto puede implicar ajustar las especificaciones que el cliente ha proporcionado y agregar pruebas que el circuito debe pasar para ser aceptado. Estas especificaciones adicionales se utilizarán a menudo en la verificación de un diseño. Los cambios que entren en conflicto o modifiquen las especificaciones originales del cliente casi siempre tendrán que ser aprobados por el cliente antes de que se pueda actuar.
La identificación correcta de las necesidades del cliente puede evitar una condición conocida como "fluencia de diseño" que ocurre en ausencia de expectativas iniciales realistas, y luego al no comunicarse completamente con el cliente durante el proceso de diseño. Puede definirse en términos de sus resultados; "en un extremo hay un circuito con más funcionalidad de la necesaria, y en el otro hay un circuito con una funcionalidad incorrecta".  Sin embargo, se pueden esperar algunos cambios y es una buena práctica mantener las opciones abiertas el mayor tiempo posible porque es más fácil quitar elementos de repuesto del circuito más adelante que colocarlos.

## Diseño

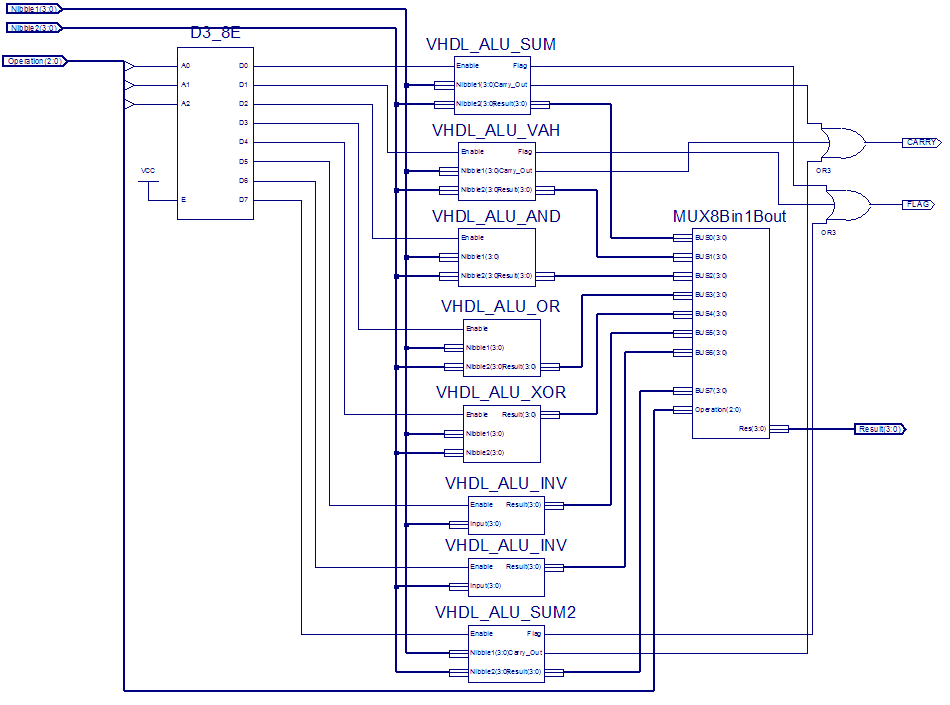
Un diagrama de bloques de ULA (Unidad Lógica Aritmética) de 4 bits

El proceso de diseño implica pasar de la especificación al inicio, a un plano que contiene toda la información necesaria para ser construido físicamente al final, esto normalmente ocurre pasando por una serie de etapas, aunque en un circuito muy simple se puede hacer en un solo paso. El proceso normalmente comienza con la conversión de la especificación a un diagrama de bloques de las diversas funciones que debe realizar el circuito, en esta etapa no se considera el contenido de cada bloque, solo lo que debe hacer cada bloque, esto en ocasiones se refiere como un diseño de "caja negra". Este enfoque permite dividir la tarea posiblemente muy complicada en tareas más pequeñas que pueden abordarse en secuencia o dividirse entre los miembros de un equipo de diseño.
Luego, cada bloque se considera con más detalle, todavía en una etapa abstracta, pero con mucho más énfasis en los detalles de las funciones eléctricas que se proporcionarán. En esta etapa o en etapas posteriores, es común que se requiera una gran cantidad de investigación o modelado matemático sobre lo que es y no es factible de lograr. Los resultados de esta investigación pueden retroalimentarse en etapas anteriores del proceso de diseño, por ejemplo, si uno de los bloques no se puede diseñar dentro de los parámetros establecidos para él, puede ser necesario modificar otros bloques en su lugar. En este punto, también es común comenzar a considerar cómo demostrar que el diseño cumple con las especificaciones y cómo se probará (que puede incluir herramientas de autodiagnóstico).

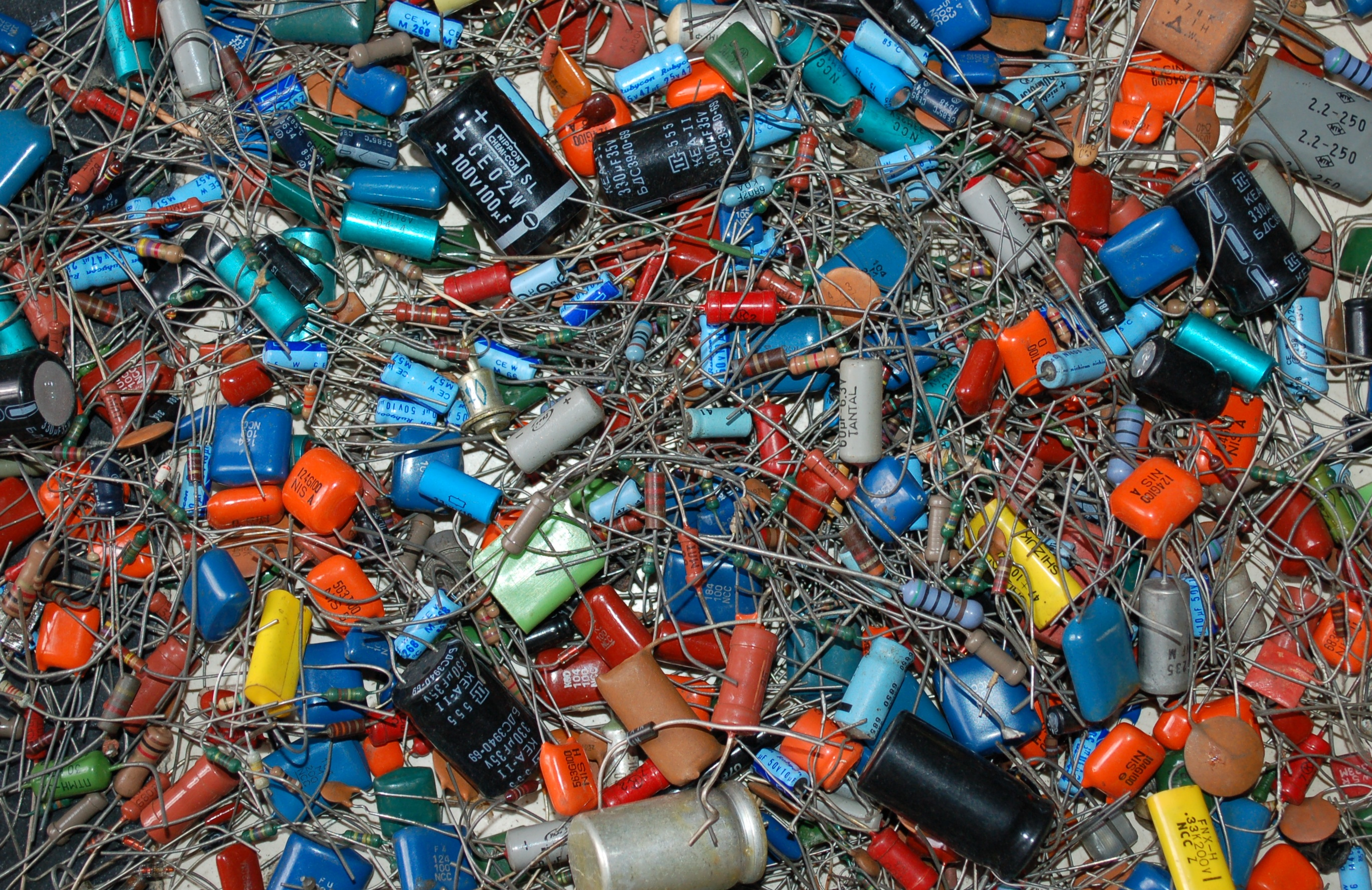
Componentes de circuitos individuales.

Finalmente, los componentes individuales del circuito se eligen para llevar a cabo cada función en el diseño general, en esta etapa también se decide el diseño físico y las conexiones eléctricas de cada componente, este diseño comúnmente toma la forma de obra de arte para la producción de una placa de circuito impreso.o Circuito integrado. Esta etapa suele llevar mucho tiempo debido a la amplia gama de opciones disponibles. Una restricción práctica en el diseño en esta etapa es la estandarización, mientras que un cierto valor de componente puede calcularse para su uso en alguna ubicación en un circuito, si ese valor no se puede comprar a un proveedor, entonces el problema aún no se ha resuelto. . Para evitar esto, se puede aplicar una cierta cantidad de 'ingeniería de catálogo' para resolver las tareas más mundanas dentro de un diseño general.
Un área de rápido desarrollo tecnológico es el campo del diseño de circuitos nanoelectrónicos.

### Costos

Cuadro comparativo entre transistores de efecto de campo.

Generalmente, el costo de diseñar circuitos está directamente relacionado con la complejidad de los circuitos finales. Cuanto mayor sea la complejidad (cantidad de componentes y novedad del diseño), más horas de tiempo de un ingeniero calificado serán necesarias para crear un producto funcional. El proceso puede ser tedioso, ya que la creación de detalles o características minuciosos puede requerir cualquier cantidad de tiempo, materiales y mano de obra. Como tener en cuenta los efectos de modificar tamaños de transistores o códecs. En el mundo de la electrónica flexible , la sustitución de los sustratos de poliimida, ampliamente utilizados, con materiales como PEN o PET para producir componentes electrónicos flexibles, podría reducir los costos en factores de 5 a 10.
Los costos de diseñar un circuito son casi siempre mucho más altos que los costos de producción por unidad, ya que el costo de producción y la función del circuito dependen en gran medida del diseño del circuito.
Aunque los métodos típicos de producción de PCB implican la fabricación sustractiva, existen métodos que utilizan un proceso de fabricación aditiva, como el uso de una impresora 3D para "imprimir" un PCB. Se cree que este método cuesta menos que la fabricación aditiva y elimina la necesidad de gestionar los residuos por completo.

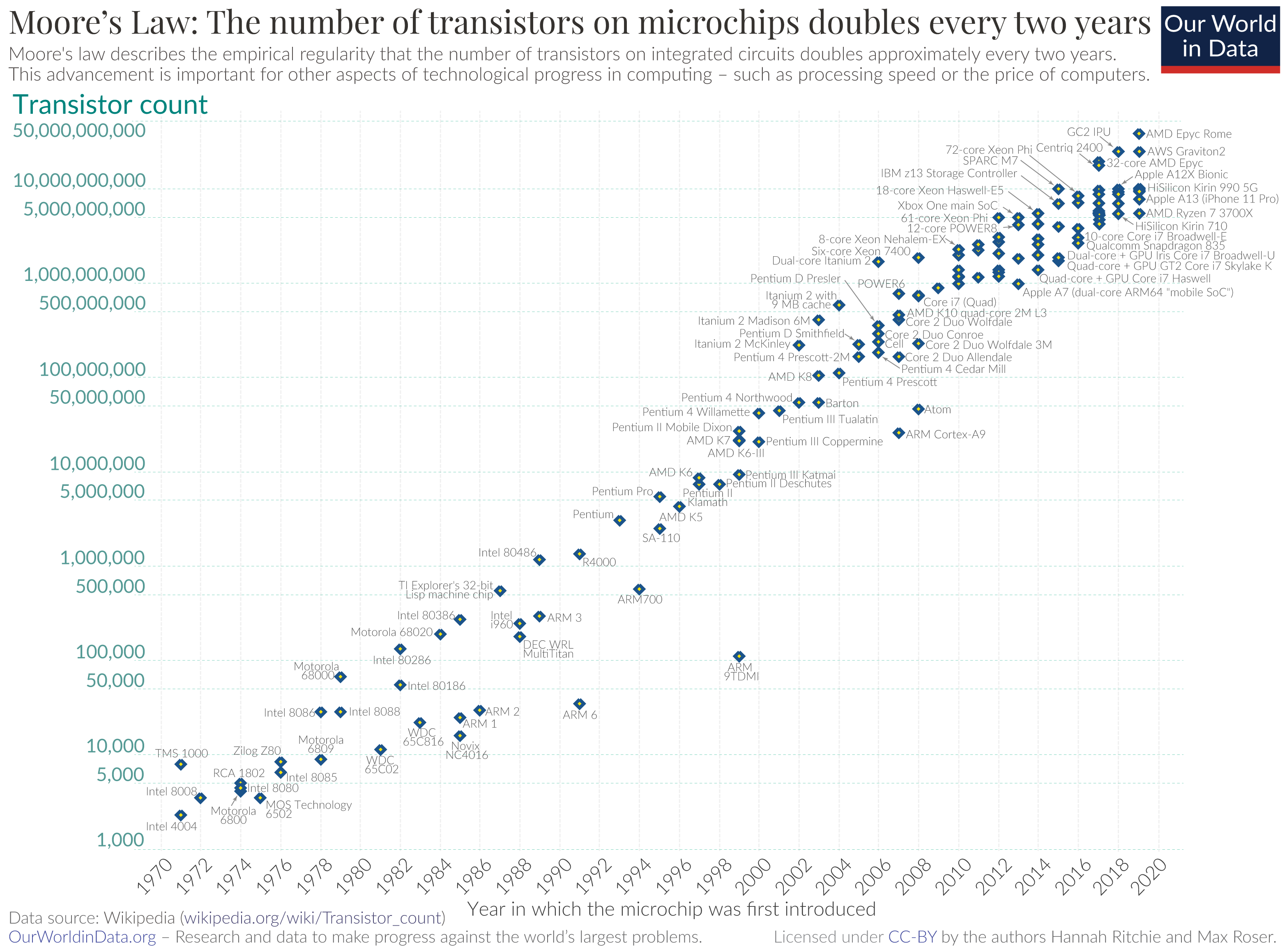
Un gráfico del número creciente de transistores en los circuitos cada año, también conocido como Ley de Moore.

## Verificación y prueba
Una vez que se ha diseñado un circuito, se debe verificar y probar. La verificación es el proceso de pasar por cada etapa de un diseño y asegurarse de que hará lo que la especificación requiere. Este es con frecuencia un proceso altamente matemático y puede involucrar simulaciones por computadora a gran escala del diseño. En cualquier diseño complicado, es muy probable que se encuentren problemas en esta etapa y pueden implicar una gran cantidad de trabajo de diseño para rehacerlos para solucionarlos.
Las pruebas son la contraparte de la verificación en el mundo real, las pruebas implican construir físicamente al menos un prototipo del diseño y luego (en combinación con los procedimientos de prueba en la especificación o agregados) verificar que el circuito realmente hace lo que fue diseñado.

## Software de diseño
En el software del DSD visual, el circuito lógico del circuito complementario se implementa mediante el código del programa de compilación. Estos tipos de programas de software están creando circuitos más económicos y eficientes para todo tipo de circuitos. Se implementan simulaciones funcionales para verificar funciones lógicas correspondientes a expresiones lógicas en nuestros circuitos propuestos. Las arquitecturas propuestas son modeladas en lenguaje VHDL. El uso de este lenguaje crea circuitos más eficientes que no solo son más baratos sino que duran más. Estos son solo dos de los muchos programas de diseño que asisten la planificación de circuitos para la producción.

## Prototipos
La creación de prototipos es una parte importante de hacer simple algo que es complejo. El diseño del circuito obliga a seguir repasarlo y corregir errores. El diseño de circuitos es un trabajo muy riguroso que reclama hacerlo sin cometer errores. Los diseñadores de circuitos deben probarlos muchas veces para asegurarse de que su diseño funcione de manera eficiente y, sobre todo, sea seguro para que un consumidor lo compre y lo use. La creación de prototipos es una gran parte de cualquier trabajo eléctrico porque es muy meticuloso y directo. Sin el uso de prototipos, los errores cometidos serían constantes en el trabajo que se está realizando. A estos trabajadores se les paga para hacer circuitos eléctricos y mantener seguros en casa a todos los que compran estos circuitos eléctricos. Los peligros de no crear prototipos y enviar un circuito eléctrico defectuoso incluyen los incendios y cables calientes, lo que hará que alguien no se dé cuenta y que se queme o se lastime gravemente en el peor de los casos.

## Resultados
Cada circuito eléctrico comienza con un simulador de placa de circuito de cómo se armarán los componentes finales y muestra cómo funcionará el circuito virtualmente. Un plano es el dibujo del diseño técnico y el producto final. Cuando está confeccionado, se usa el plano para armar el circuito. El circuito puede ejecutar cualquier cosa, desde una aspiradora hasta un gran televisor en una sala de cine. Todo esto lleva mucho tiempo y ciertos conocimientos necesarios. El circuito eléctrico es algo básico en la vida cotidiana.

### Documentación
Cualquier diseño comercial normalmente incluirá también un elemento de documentación; la naturaleza precisa de esta documentación variará según el tamaño y la complejidad del circuito y el país en el que se vaya a utilizar. Como mínimo, la documentación normalmente incluirá al menos la especificación y los procedimientos de prueba para el diseño y una declaración de cumplimiento con las regulaciones vigentes. En la UE, este último elemento normalmente adoptará la forma de una Declaración CE que enumera las directivas europeas que se cumplen y nombra a una persona responsable de su cumplimiento.

## Software
- Autotrax
- EasyEDA
- eCADSTAR
- gEDA
- KiCad
- OrCAD
- NI Multisim
- SPICE